# Megacyllene robiniae
Megacyllene robiniae är en skalbaggsart som först beskrevs av Forster 1771.  Megacyllene robiniae ingår i släktet Megacyllene och familjen långhorningar. Inga underarter finns listade i Catalogue of Life.

## Bildgalleri

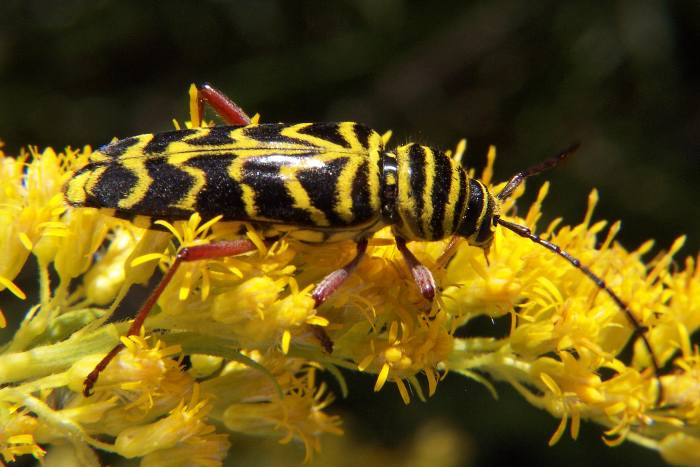